# Świątniki Małe
Świątniki Małe (prononciation : [ɕfjɔntˈniki ˈmawɛ]) est un village polonais de la gmina de Mieleszyn dans le powiat de Gniezno de la voïvodie de Grande-Pologne dans le centre-ouest de la Pologne.
Il se situe à environ 6 kilomètres au sud-est de Mieleszyn (siège de la gmina), à 12 kilomètres au nord de Gniezno (siège du powiat) et à 51 kilomètres au nord-est de Poznań (capitale régionale).
Le village possédait une population de 156 habitants en 2006.

## Histoire
De 1975 à 1998, le village faisait partie du territoire de la voïvodie de Poznań.

Depuis 1999, Świątniki Małe est situé dans la voïvodie de Grande-Pologne.